# Somewhere (film)
Somewhere är en amerikansk dramafilm, med manus och regi av Sofia Coppola och med Stephen Dorff och Elle Fanning i huvudrollerna. Filmen vann Guldlejonet på filmfestivalen i Venedig den 11 september 2010. Den hade svensk premiär den 22 december 2010.

## Handling
Johnny Marco (Stephen Dorff) är en hyllad actionskådespleare, som bor på legendariska Chateau Marmont Hotel i Los Angeles och som lever ett liv fyllt av fester, sprit och kvinnor – samt tomhet. Livet förändras när Johnny tvingas ta hand om sin 11-åriga dotter Cleo (Elle Fanning).

## Rollista
- Stephen Dorff – Johnny Marco
- Elle Fanning – Cleo
- Chris Pontius – Sammy
- Michelle Monaghan – Rebecca